# باشگاه فوتبال سلیمه واندررز
باشگاه فوتبال سلیمه واندررز، با نام مستعار "تکس-زِلین"، یک باشگاه فوتبال حرفه‌ای مالتی است. این باشگاه موفق‌ترین تیم مالت است و از شهر ساحلی سلیمه سرچشمه می‌گیرد. این باشگاه در حال حاضر در لیگ برتر مالت بازی می‌کند.

## افتخارات
| مسابقات                  | تعداد عنوان |
| ------------------------ | ----------- |
| لیگ برتر مالت            | ۲۶          |
| جام حذفی مالت            | ۲۲          |
| چلنج لیگ مالت            | ۲           |
| سوپر جام مالت            | ۳           |
| جام کاسار                | ۱۱          |
| جام اسیسلونا             | ۱۰          |
| جام یورو مالت            | ۶           |
| جام استقلال              | ۵           |
| جام کوسیس                | ۴           |
| جام اتحادیه مالت         | ۴           |
| جام کریسمس               | ۳           |
| جام سوپر ۵               | ۳           |
| جام لوونبرائو            | ۳           |
| جام کریسمس تورنی         | ۲           |
| جام شیمبری               | ۲           |
| جام تستافراتا            | ۲           |
| جام پسران مالت           | ۲           |
| جام تابستانی             | ۲           |
| اولوشن گیمینگ سامر کاپ   | ۱           |
| جام اتکینز               | ۱           |
| امپایر اسپورتس گراند کاپ | ۱           |
| جام ام‌اف‌ای               | ۱           |
| جام ام‌پی‌اف‌ای             | ۱           |